# Gunnel Hasselrot
Gunhild (Gunnel) Sofia Hasselrot, född Liljenroth 21 maj 1873 i Stockholm (Pontonjärbataljonens församling), död 8 februari 1960 i Djursholm, Danderyds församling, var en svensk ryttare. Hon betraktas som en pionjär och föregångare för kvinnliga idrottare inom svensk hästsport.
Hasselrot var inte den första kvinna som deltog i svensk ridsport offentligt då kvinnor hade deltagit i jaktritter sedan 1890-talet. Hon blev däremot den första prisbelönta kvinnliga ryttaren i Sverige när hon 1905 segrade i Fältrittklubbens prishoppning på hästen Cyrano. Hasselrot betraktas som en föregångare för kvinnor inom sporten.
Gunnel Hasselrot var dotter till bataljonsläkaren Adolf Liljenroth och Calla Lundström. Hon gifte sig 1892 med Berndt Hasselrot. De fick dottern Gull (1893–1987) och sönerna Stig (1896–1970), Bo (1901–1935) och Bengt  (1910–1974).